# Amiibo

Logo der Amiibo-Figuren

Die Amiibo (stilisierte Eigenschreibweise: amiibo, Singular: Amiibo) sind eine von Nintendo produzierte und vertriebene Produktreihe von Sammelfiguren und -karten, die mittels NFC verschiedene Funktionen und Boni in bestimmten Spielen für die Wii U, den Nintendo 3DS, die Nintendo Switch und die Nintendo Switch 2 freischalten können. Dabei können sie mit der Wii U, der Switch sowie der Switch 2 und den New Nintendo 3DS-Modellen direkt verwendet werden, während für die normalen 3DS-Modelle ein spezieller Adapter erforderlich ist, der am 2. Oktober 2015 erschienen ist.
Bis Oktober 2018 wurden weltweit rund 50 Millionen Amiibo-Figuren verkauft.
Bis Ende Juni 2016 wurden weltweit etwa 28,9 Millionen Amiibo-Karten verkauft. Im November 2022 teilte Nintendo mit, dass mehr als 77 Millionen Figuren ausgeliefert wurden.

## Kompatible Spiele
Die Figuren sind bisher mit folgenden Spielen kompatibel:

### Wii U
- amiibo Touch & Play: Nintendo Classic Highlights[5]
- Animal Crossing: Amiibo Festival[6]
- Captain Toad: Treasure Tracker[5]
- Hyrule Warriors[5]
- Kirby und der Regenbogen-Pinsel[7][8]
- Mario Kart 8[5]
- Mario Party 10[5]
- Mario Tennis: Ultra Smash[9]
- Mini Mario & Friends: amiibo Challenge (Wii-U-Version)[10]
- Pokémon Tekken
- Shovel Knight
- Splatoon[11]
- Star Fox Zero[12]
- Super Mario Maker
- Super Smash Bros. for Wii U[5]
- The Legend of Zelda: Twilight Princess HD
- Yoshi’s Woolly World[5]
- The Legend of Zelda: Breath of the Wild

### Nintendo 3DS
- Ace Combat: Assault Horizon Legacy+
- Animal Crossing: Happy Home Designer[13]
- Animal Crossing: New Leaf[14][15]
- Chibi-Robo! Zip Lash[16]
- Code Name: S.T.E.A.M.[17]
- Fire Emblem Fates: Herrschaft, Vermächtnis und Offenbarung
- Fire Emblem Echoes: Shadows of Valentia[18]
- Hyrule Warriors Legends
- Kirby: Planet Robobot
- Mario & Luigi: Paper Jam Bros.
- Mario Party: Star Rush
- Mario Party: Star Rush – Party Guest
- Mario Sports Superstars
- Mega Man: Legacy Edition
- Metroid Prime: Federation Force
- Mini Mario & Friends: amiibo Challenge (3DS-Version)[19]
- New Style Boutique 2 – Mode von morgen[20]
- Picross 3D: Round 2
- Poochy & Yoshi's Woolly World
- Shovel Knight
- Super Mario Maker for Nintendo 3DS
- Super Smash Bros. for Nintendo 3DS
- Xenoblade Chronicles 3D[21]

### Nintendo Switch
- Animal Crossing: New Horizons
- Bayonetta 2
- Captain Toad: Treasure Tracker
- Dark Souls Remastered
- Diablo III
- Fire Emblem Warriors
- Fire Emblem: Three Houses
- Hyrule Warriors: Definitive Edition
- Kirby Star Allies
- Little Nightmares for Nintendo Switch
- Mario + Rabbids: Kingdom Battle
- Mario Kart 8 Deluxe[22]
- Mario Tennis Aces
- Mega Man 11
- Miitopia
- Monster Hunter Rise
- Monster Hunter Stories 2: Wings of Ruin
- Pokémon Tekken DX
- Shovel Knight
- Splatoon 2
- Super Kirby Clash
- Super Mario 3D World + Bowser's Fury
- Super Mario Odyssey
- Super Mario Party
- Super Smash Bros. Ultimate
- The Elder Scrolls V: Skyrim
- The Legend of Zelda: Breath of the Wild
- The Legend of Zelda: Skyward Sword HD
- The Legend of Zelda: Tears of the Kingdom
- The Legend of Zelda: Echoes of Wisdom
- Yoshi's Crafted World

### Nintendo Switch 2
- Donkey Kong Bananza
- Street Fighter 6
- The Legend of Zelda: Tears of the Kingdom

### Funktionen
In Super Smash Bros. for Wii U kann eine Figur, nachdem sie auf den NFC-Leser des Wii-U-Gamepads gestellt wurde, personalisiert und dann gegen sie gekämpft werden. In Mario Kart 8 können durch Halten der Figur über den NFC-Leser des Wii-U-GamePads Rennanzüge für Mii-Fahrer freigeschaltet werden. In Hyrule Warriors können durch die Amiibo zufällig Waffen, Items oder andere Dinge freigeschaltet werden. Nur Link liefert eine bestimmte Waffe, nämlich den Gleiter aus The Legend of Zelda: Twilight Princess.
Mit Animal Crossing: Happy Home Designer veröffentlichte Nintendo erstmals Amiibo-Karten, mit deren Hilfe im Spiel die Häuser des auf der Karte abgebildeten Bewohners gestaltet werden können. Die Karten sind ebenso mit Animal Crossing: Amiibo Festival kompatibel und sollen nach einem geplanten Update auch in Animal Crossing: New Leaf verwendbar sein.
Außerdem ist im Mai 2015 eine kostenlose Applikation namens amiibo Touch & Play: Nintendo Classic Highlights erschienenen, in der man Ausschnitte von NES- und SNES-Spielen freischalten kann, indem man mit einem Amiibo das Gamepad berührt. Die einzelnen Spieleausschnitte sind nicht von vornherein festgelegt, sie werden dem Amiibo erst bei der ersten Verwendung mit dem Spiel zugewiesen.
Das Spiel Animal Crossing: Amiibo Festival basiert vollständig auf der Nutzung von Amiibo-Figuren und -Karten und kann ohne diese nicht gespielt werden.
Ende Januar 2016 erschien in Japan ein kostenloses Spiel für den Nintendo 3DS und die Wii U, das den Namen Mini-Mario & Friends: amiibo Challenge trägt. Darin kann der Spieler mit ausgewählten Amiibo Levelpakete freischalten. Am 28. April 2016 ist der Titel in Europa erschienen.
Das Spiel Shovel Knight ist das erste Indie-Spiel mit eigenen Amiibo-Figuren.

## Figuren
Die Veröffentlichung der Figuren der Super-Smash-Bros.-Collection wurde in mehrere Wellen eingeteilt. Die Figuren der ersten Welle erschienen am 28. November 2014 in Europa, die zweite Welle folgte in Europa am 19. Dezember 2014. Seither erscheinen im monatlichen Rhythmus neue Figuren der Collection. Am 20. März 2015 erschienen die Amiibo der Super-Mario-Serie, zu denen Mario, Luigi, Peach, Yoshi, Toad und Bowser gehören. Die Charaktere wurden mit ähnlichem Aussehen bereits in der Super-Smash-Bros.-Collection veröffentlicht und besitzen dieselben Fähigkeiten.
Weiterhin gibt es drei Amiibo zum Spiel Splatoon, die gemeinsam mit diesem am 29. Mai 2015 erschienen. Dabei ist einer der Amiibo nur in einer Spezialedition des Spiels erhältlich. Des Weiteren erschienen am 26. Juni 2015 drei Yoshi-Figuren für das Spiel Yoshi’s Woolly World, die aus Wolle bestehen. Auch zu Super Mario Maker wurden zwei Amiibo veröffentlicht, zu Chibi-Robo! Zip Lash erschien ein weiterer Amiibo. Mit der Veröffentlichung von Animal Crossing: Amiibo Festival wurden acht Amiibo herausgebracht, acht folgten Anfang 2016.

### Super Smash Bros. Collection
| #  | Charakter               | Spieleserie          | Veröffentlichung   | Besonderheit                                                                  |
| -- | ----------------------- | -------------------- | ------------------ | ----------------------------------------------------------------------------- |
| 1  | Mario                   | Super Mario          | 28. November 2014  | Auch als Bundle mit Super Smash Bros. for Wii U veröffentlicht                |
| 2  | Peach                   | Super Mario          | 28. November 2014  |                                                                               |
| 3  | Yoshi                   | Yoshi                | 28. November 2014  |                                                                               |
| 4  | Donkey Kong             | Donkey Kong          | 28. November 2014  |                                                                               |
| 5  | Link                    | The Legend of Zelda  | 28. November 2014  |                                                                               |
| 6  | Fox                     | Star Fox             | 28. November 2014  |                                                                               |
| 7  | Samus                   | Metroid              | 28. November 2014  |                                                                               |
| 8  | Wii-Fit Trainerin       | Wii Fit              | 28. November 2014  |                                                                               |
| 9  | Bewohner                | Animal Crossing      | 28. November 2014  |                                                                               |
| 10 | Pikachu                 | Pokémon              | 28. November 2014  |                                                                               |
| 11 | Kirby                   | Kirby                | 28. November 2014  |                                                                               |
| 12 | Marth                   | Fire Emblem          | 28. November 2014  |                                                                               |
| 13 | Zelda                   | The Legend of Zelda  | 19. Dezember 2014  |                                                                               |
| 14 | Diddy Kong              | Donkey Kong          | 19. Dezember 2014  |                                                                               |
| 15 | Luigi                   | Super Mario          | 19. Dezember 2014  |                                                                               |
| 16 | Little Mac              | Punch-Out!!          | 19. Dezember 2014  |                                                                               |
| 17 | Pit                     | Kid Icarus           | 19. Dezember 2014  |                                                                               |
| 18 | Captain Falcon          | F-Zero               | 19. Dezember 2014  |                                                                               |
| 19 | Rosalina und Luma       | Super Mario          | 23. Januar 2015    |                                                                               |
| 20 | Bowser                  | Super Mario          | 23. Januar 2015    |                                                                               |
| 21 | Lucario                 | Pokémon              | 23. Januar 2015    |                                                                               |
| 22 | Toon-Link               | The Legend of Zelda  | 23. Januar 2015    |                                                                               |
| 23 | Shiek                   | The Legend of Zelda  | 23. Januar 2015    |                                                                               |
| 24 | Ike                     | Fire Emblem          | 23. Januar 2015    |                                                                               |
| 25 | Shulk                   | Xenoblade Chronicles | 20. Februar 2015   |                                                                               |
| 26 | Sonic                   | Sonic                | 20. Februar 2015   |                                                                               |
| 27 | Mega Man                | Mega Man             | 20. Februar 2015   |                                                                               |
| 28 | König Dedede            | Kirby                | 20. Februar 2015   |                                                                               |
| 29 | Meta-Knight             | Kirby                | 20. Februar 2015   |                                                                               |
| 30 | Daraen                  | Fire Emblem          | 24. April 2015     |                                                                               |
| 31 | Lucina                  | Fire Emblem          | 24. April 2015     |                                                                               |
| 32 | Wario                   | Wario                | 24. April 2015     |                                                                               |
| 33 | Glurak                  | Pokémon              | 24. April 2015     |                                                                               |
| 34 | Ness                    | Mother               | 24. April 2015     |                                                                               |
| 35 | Pac-Man                 | Pac-Man              | 24. April 2015     |                                                                               |
| 36 | Quajutsu                | Pokémon              | 29. Mai 2015       |                                                                               |
| 37 | Pummeluff               | Pokémon              | 29. Mai 2015       |                                                                               |
| 38 | Palutena                | Kid Icarus           | 26. Juni 2015      |                                                                               |
| 39 | Finsterer Pit           | Kid Icarus           | 26. Juni 2015      |                                                                               |
| 40 | Zero Suit Samus         | Metroid              | 26. Juni 2015      |                                                                               |
| 41 | Ganondorf               | The Legend of Zelda  | 26. Juni 2015      |                                                                               |
| 42 | Dr. Mario               | Dr. Mario            | 17. Juli 2015      |                                                                               |
| 43 | Bowser Jr.              | Super Mario          | 17. Juli 2015      |                                                                               |
| 44 | Olimar                  | Pikmin               | 17. Juli 2015      |                                                                               |
| 45 | Mr. Game & Watch        | Game & Watch         | 25. September 2015 |                                                                               |
| 46 | R.O.B.                  | R.O.B.               | 25. September 2015 |                                                                               |
| 47 | Duck-Hunt-Duo           | Duck Hunt            | 25. September 2015 |                                                                               |
| 48 | Mii-Boxer               | –                    | 25. September 2015 |                                                                               |
| 49 | Mii-Schwertkämpfer      | –                    | 25. September 2015 |                                                                               |
| 50 | Mii-Schützin            | –                    | 25. September 2015 |                                                                               |
| 51 | Mewtu                   | Pokémon              | 23. Oktober 2015   |                                                                               |
| 52 | Falco                   | Star Fox             | 20. November 2015  |                                                                               |
| 53 | Lucas                   | Mother               | 29. Januar 2016    |                                                                               |
| 54 | R.O.B. (Famicom-Farben) | NES                  | 18. März 2016      |                                                                               |
| 55 | Roy                     | Fire Emblem          | 18. März 2016      |                                                                               |
| 56 | Ryu                     | Street Fighter       | 18. März 2016      |                                                                               |
| 57 | Cloud                   | Final Fantasy VII    | 21. Juli 2017      |                                                                               |
| 58 | Cloud – Spieler 2       | Final Fantasy VII    | 21. Juli 2017      | Final Fantasy VII                                                             |
| 59 | Corrin                  | Fire Emblem          | 21. Juli 2017      |                                                                               |
| 60 | Corrin – Spieler 2      | Fire Emblem          | 21. Juli 2017      | Fire Emblem                                                                   |
| 61 | Bayonetta               | Bayonetta            | 21. Juli 2017      |                                                                               |
| 62 | Bayonetta – Spieler 2   | Bayonetta            | 21. Juli 2017      | Bayonetta                                                                     |
| -  | Mega Man Gold           | Mega Man             | 23. Februar 2016   | Nur in den USA in der „Mega Man Legacy Collection“ für den 3DS veröffentlicht |
| 63 | Wolf                    | Star Fox             | 7. Dezember 2018   |                                                                               |
| 64 | Inkling-Mädchen         | Splatoon             | 7. Dezember 2018   |                                                                               |
| 65 | Ridley                  | Metroid              | 7. Dezember 2018   |                                                                               |
| 66 | Piranha-Pflanze         | Super Mario          | 15. Februar 2019   |                                                                               |
| 67 | King K. Rool            | Donkey Kong          | 15. Februar 2019   |                                                                               |
| 68 | Ice Climbers            | Ice Climber          | 15. Februar 2019   |                                                                               |
| 69 | Ken                     | Street Fighter       | 12. April 2019     |                                                                               |
| 70 | Junger Link             | The Legend of Zelda  | 12. April 2019     |                                                                               |
| 71 | Daisy                   | Super Mario          | 12. April 2019     |                                                                               |
| 72 | Pichu                   | Pokémon              | 19. Juli 2019      |                                                                               |
| 73 | Melinda                 | Animal Crossing      | 19. Juli 2019      |                                                                               |
| 74 | Pokémon-Trainer         | Pokémon              | 19. Juli 2019      |                                                                               |
| 75 | Snake                   | Metal Gear Solid     | 20. September 2019 |                                                                               |
| 76 | Bisaknosp               | Pokémon              | 20. September 2019 |                                                                               |
| 77 | Schiggy                 | Pokémon              | 20. September 2019 |                                                                               |
| 78 | Simon                   | Castlevania          | 15. November 2019  |                                                                               |
| 79 | Fuegro                  | Pokémon              | 15. November 2019  |                                                                               |
| 80 | Chrom                   | Fire Emblem          | 15. November 2019  |                                                                               |
| 81 | Dunkle Samus            | Metroid              | 17. Januar 2020    |                                                                               |
| 82 | Richter                 | Castlevania          | 17. Januar 2020    |                                                                               |
| 83 | Joker                   | Persona              | 25. September 2020 |                                                                               |
| 84 | Held                    | Dragon Quest         | 25. September 2020 |                                                                               |
| 85 | Banjo & Kazooie         | Banjo-Kazooie        | 26. März 2021      |                                                                               |
| 86 | Terry Bogard            | Fatal Fury           | 26. März 2021      |                                                                               |
| 87 | Byleth                  | Fire Emblem          | 26. März 2021      |                                                                               |
| 88 | Min Min                 | ARMS                 | 29. April 2022     |                                                                               |
| 89 | Steve                   | Minecraft            | 9. September 2022  | Nur im Doppelpack erhältlich                                                  |
| 89 | Alex                    | Minecraft            | 9. September 2022  | Nur im Doppelpack erhältlich                                                  |
| 90 | Sepiroth                | Final Fantasy        | 13. Januar 2023    |                                                                               |
| 91 | Kazuya                  | Tekken               | 13. Januar 2023    |                                                                               |
| 92 | Pyra                    | Xenoblade Chronicles | 21. Juli 2023      | Nur im Doppelpack erhältlich                                                  |
| 92 | Mythra                  | Xenoblade Chronicles | 21. Juli 2023      | Nur im Doppelpack erhältlich                                                  |
| 93 | Sora                    | Kingdom Hearts       | 16. Februar 2024   |                                                                               |

### Super Mario Collection
| Charakter                | Veröffentlichung | Besonderheit                                                     |
| ------------------------ | ---------------- | ---------------------------------------------------------------- |
| Mario                    | 20. März 2015    | Auch als Bundle mit Mario Party 10 veröffentlicht                |
| Mario Silber             | 29. Mai 2015     | Nur in den USA, Kanada, Australien und Neuseeland veröffentlicht |
| Mario Gold               | 20. März 2015    | Nur in den USA, Kanada, Australien und Neuseeland veröffentlicht |
| Peach                    | 20. März 2015    |                                                                  |
| Toad                     | 20. März 2015    |                                                                  |
| Luigi                    | 20. März 2015    |                                                                  |
| Yoshi                    | 20. März 2015    |                                                                  |
| Bowser                   | 20. März 2015    |                                                                  |
| Buu Huu                  | 7. Oktober 2016  | Amiibo-Figur leuchtet im Dunkeln                                 |
| Donkey Kong              | 7. Oktober 2016  |                                                                  |
| Rosalina                 | 7. Oktober 2016  |                                                                  |
| Wario                    | 7. Oktober 2016  |                                                                  |
| Waluigi                  | 4. November 2016 |                                                                  |
| Diddy Kong               | 4. November 2016 |                                                                  |
| Daisy                    | 4. November 2016 |                                                                  |
| Koopa                    | 6. Oktober 2017  | gehören zu Mario & Luigi: Superstar Saga + Bowsers Schergen      |
| Gumba                    | 6. Oktober 2017  | gehören zu Mario & Luigi: Superstar Saga + Bowsers Schergen      |
| Mario im Hochzeitsanzug  | 27. Oktober 2017 | gehören zu Super Mario Odyssey                                   |
| Peach im Hochzeitskleid  | 27. Oktober 2017 | gehören zu Super Mario Odyssey                                   |
| Bowser im Hochzeitsanzug | 27. Oktober 2017 | gehören zu Super Mario Odyssey                                   |
| Katzen-Mario             | 12. Februar 2021 | Nur im Doppelpack erhältlich                                     |
| Katzen-Peach             | 12. Februar 2021 | Nur im Doppelpack erhältlich                                     |

### Splatoon Collection
| Charakter                       | Veröffentlichung  | Besonderheit                                |
| ------------------------------- | ----------------- | ------------------------------------------- |
| Inkling-Junge                   | 29. Mai 2015      |                                             |
| Inkling-Mädchen                 | 29. Mai 2015      |                                             |
| Inkling-Tintenfisch             | 29. Mai 2015      | Auch als Bundle mit Splatoon veröffentlicht |
| Inkling-Junge (Lila)            | 8. Juli 2016      | Limitierte Stückzahl                        |
| Inkling-Mädchen (Hellgrün)      | 8. Juli 2016      | Limitierte Stückzahl                        |
| Inkling-Tintenfisch (Orange)    | 8. Juli 2016      | Limitierte Stückzahl                        |
| Aioli                           | 8. Juli 2016      | Auch im Doppelpack erhältlich               |
| Limone                          | 8. Juli 2016      | Auch im Doppelpack erhältlich               |
| Inkling-Junge (neon-grün)       | 21. Juli 2017     | Limitierte Stückzahl                        |
| Inkling-Mädchen (neon-pink)     | 21. Juli 2017     | Limitierte Stückzahl                        |
| Inkling-Tintenfisch (neon-lila) | 21. Juli 2017     | Limitierte Stückzahl                        |
| Perla                           | 13. Juli 2018     | Auch im Doppelpack erhältlich               |
| Marina                          | 13. Juli 2018     | Auch im Doppelpack erhältlich               |
| Oktoling-Junge                  | 7. Dezember 2018  | Auch im Dreierpack erhältlich               |
| Oktoling-Mädchen                | 7. Dezember 2018  | Auch im Dreierpack erhältlich               |
| Oktoling-Oktopus                | 7. Dezember 2018  | Auch im Dreierpack erhältlich               |
| Inkling (gelb)                  | 11. November 2022 | Auch im Dreierpack erhältlich               |
| Oktoling (blau)                 | 11. November 2022 | Auch im Dreierpack erhältlich               |
| Salmini                         | 11. November 2022 | Auch im Dreierpack erhältlich               |
| Muri                            | 17. November 2023 | Als Dreierpack erhältlich                   |
| Mako                            | 17. November 2023 | Als Dreierpack erhältlich                   |
| Mantaro                         | 17. November 2023 | Als Dreierpack erhältlich                   |
| Marina (Ruf zur Ordnung)        | 5. September 2024 | Doppelpack                                  |
| Perla (Ruf zur Ordnung)         | 5. September 2024 | Doppelpack                                  |
| Limone (Alterna)                | 5. September 2024 | Doppelpack                                  |
| Aioli (Alterna)                 | 5. September 2024 | Doppelpack                                  |

### Yoshi's Woolly World Collection
| Charakter             | Veröffentlichung  | Besonderheit                                            |
| --------------------- | ----------------- | ------------------------------------------------------- |
| Grüner Woll-Yoshi     | 26. Juni 2015     | Auch als Bundle mit Yoshi’s Woolly World veröffentlicht |
| Rosa Woll-Yoshi       | 26. Juni 2015     |                                                         |
| Hellblauer Woll-Yoshi | 26. Juni 2015     |                                                         |
| Mega-Woll-Yoshi       | 27. November 2015 | Größe von ca. 30 Zentimetern                            |
| Schnuffel             | 3. Februar 2017   | Gehört zu Poochy & Yoshi’s Woolly World                 |

### Mario 30th Anniversary Collection
| Charakter                 | Veröffentlichung   | Besonderheit                                         |
| ------------------------- | ------------------ | ---------------------------------------------------- |
| Mario (klassische Farben) | 11. September 2015 | Auch als Bundle mit Super Mario Maker veröffentlicht |
| Mario (moderne Farben)    | 23. Oktober 2015   |                                                      |

### Animal Crossing Collection
| Charakter               | Veröffentlichung  | Besonderheit                                                                                               |
| ----------------------- | ----------------- | --- |
| Melinda                 | 20. November 2015 | Auch im Bundle mit Animal Crossing: Amiibo Festival und einem Amiibo des anderen Charakters veröffentlicht |
| Moritz                  | 20. November 2015 | Auch im Bundle mit Animal Crossing: Amiibo Festival und einem Amiibo des anderen Charakters veröffentlicht |
| Björn                   | 20. November 2015 | Auch als Bundle zusammen mit einem K.K. Slider- und Rosina-Amiibo veröffentlicht                           |
| K.K. Slider             | 20. November 2015 | Auch als Bundle zusammen mit einem Björn- und Rosina-Amiibo veröffentlicht                                 |
| Karlotta                | 20. November 2015 | |
| Tina                    | 20. November 2015 | |
| Tom Nook                | 20. November 2015 | |
| Rosina                  | 20. November 2015 | Auch als Bundle zusammen mit einem Björn- und K.K. Slider-Amiibo veröffentlicht                            |
| Eugen                   | 29. Januar 2016   | |
| Eufemia                 | 29. Januar 2016   | |
| Schubert                | 29. Januar 2016   | |
| Resetti                 | 29. Januar 2016   | |
| Melinda (Sommer-Outfit) | 18. März 2016     | Auch als Bundle mit Animal Crossing: Happy Home Designer veröffentlicht                                    |
| Nepp und Schlepp        | 18. März 2016     | |
| Olli                    | 18. März 2016     | |
| Käpten                  | 18. März 2016     | |

### Kirby Collection
| Charakter    | Veröffentlichung | Besonderheit                                             |
| ------------ | ---------------- | -------------------------------------------------------- |
| Kirby        | 10. Juni 2016    | Auch als Bundle mit Kirby: Planet Robobot veröffentlicht |
| Meta-Knight  | 10. Juni 2016    |                                                          |
| Waddle Dee   | 10. Juni 2016    |                                                          |
| König Dedede | 10. Juni 2016    |                                                          |

### The Legend of Zelda Collection
| Charakter                        | Veröffentlichung   | Besonderheit                                                                 |
| -------------------------------- | ------------------ | ---------------------------------------------------------------------------- |
| Wolf-Link                        | 4. März 2016       | Auch als Bundle mit The Legend of Zelda: Twilight Princess HD veröffentlicht |
| Link (The Legend of Zelda)       | 2. Dezember 2016   | Gehören zum 30. Jubiläum von The Legend Of Zelda                             |
| Link (Ocarina of Time)           | 2. Dezember 2016   | Gehören zum 30. Jubiläum von The Legend Of Zelda                             |
| Toon-Link (The Wind Waker)       | 2. Dezember 2016   | Gehören zum 30. Jubiläum von The Legend Of Zelda                             |
| Toon-Zelda (The Wind Waker)      | 2. Dezember 2016   | Gehören zum 30. Jubiläum von The Legend Of Zelda                             |
| Link (Bogenschütze)              | 3. März 2017       | Gehören zu The Legend of Zelda: Breath of the Wild                           |
| Link (Reiter)                    | 3. März 2017       | Gehören zu The Legend of Zelda: Breath of the Wild                           |
| Zelda (Breath of the Wild)       | 3. März 2017       | Gehören zu The Legend of Zelda: Breath of the Wild                           |
| Wächter                          | 3. März 2017       | Gehören zu The Legend of Zelda: Breath of the Wild                           |
| Bokblin                          | 3. März 2017       | Gehören zu The Legend of Zelda: Breath of the Wild                           |
| Link (Majora's Mask)             | 23. Juni 2017      | Gehören zum 30. Jubiläum von The Legend Of Zelda                             |
| Link (Twilight Princess)         | 23. Juni 2017      | Gehören zum 30. Jubiläum von The Legend Of Zelda                             |
| Link (Skyward Sword)             | 23. Juni 2017      | Gehören zum 30. Jubiläum von The Legend Of Zelda                             |
| Urbosa                           | 10. November 2017  | Gehören zu The Legend of Zelda: Breath of the Wild                           |
| Revali                           | 10. November 2017  | Gehören zu The Legend of Zelda: Breath of the Wild                           |
| Mipha                            | 10. November 2017  | Gehören zu The Legend of Zelda: Breath of the Wild                           |
| Daruk                            | 10. November 2017  | Gehören zu The Legend of Zelda: Breath of the Wild                           |
| Link                             | 20. September 2019 | Gehört zu The Legend of Zelda: Link’s Awakening                              |
| Zelda & Wolkenvogel              | 16. Juli 2021      | Gehört zu The Legend of Zelda: Skyward Sword HD                              |
| Link (Tears of the Kingdom)      | 12. Mai 2023       | Gehören zu The Legend of Zelda: Tears of the Kingdom                         |
| Zelda (Tears of the Kingdom)     | 3. November 2023   | Gehören zu The Legend of Zelda: Tears of the Kingdom                         |
| Ganondorf (Tears of the Kingdom) | 3. November 2023   | Gehören zu The Legend of Zelda: Tears of the Kingdom                         |
| Riju                             | 5. Juni 2025       | Gehören zu The Legend of Zelda: Tears of the Kingdom                         |
| Sidon                            | 5. Juni 2025       | Gehören zu The Legend of Zelda: Tears of the Kingdom                         |
| Tulin                            | 5. Juni 2025       | Gehören zu The Legend of Zelda: Tears of the Kingdom                         |
| Yunobo                           | 5. Juni 2025       | Gehören zu The Legend of Zelda: Tears of the Kingdom                         |

### Donkey Kong Bananza Collection
| Charakter             | Veröffentlichung | Besonderheit                                           |
| --------------------- | ---------------- | ------------------------------------------------------ |
| Donkey Kong & Pauline | 17. Juli 2025    | Auch als Bundle mit Donkey Kong Bananza veröffentlicht |

### Weitere Amiibo
| Charakter                            | Veröffentlichung   | Besonderheit                                                               |
| ------------------------------------ | ------------------ | -------------------------------------------------------------------------- |
| Navirou                              | 8. August 2016     | gehört zu Monster Hunter Stories und wurden nur in Japan in veröffentlicht |
| Sekigan Rathalos and Rider (Junge)   | 8. August 2016     | gehört zu Monster Hunter Stories und wurden nur in Japan in veröffentlicht |
| Sekigan Rathalos and Rider (Mädchen) | 8. August 2016     | gehört zu Monster Hunter Stories und wurden nur in Japan in veröffentlicht |
| Chibi-Robo                           | 6. November 2015   | Auch als Bundle mit Chibi-Robo! Zip Lash veröffentlicht                    |
| Turbo Charge Donkey Kong             | 20. September 2015 | Doppelfunktion als amiibo und Skylanders-Figur                             |
| Hammer Slam Bowser                   | 20. September 2015 | Doppelfunktion als amiibo und Skylanders-Figur                             |
| Lioleia & Cheval                     | 8. Dezember 2016   | gehört zu Monster Hunter Stories und wurden nur in Japan in veröffentlicht |
| Qurupeco & Dan                       | 8. Dezember 2016   | gehört zu Monster Hunter Stories und wurden nur in Japan in veröffentlicht |
| Berioros & Ayuria                    | 8. Dezember 2016   | gehört zu Monster Hunter Stories und wurden nur in Japan in veröffentlicht |
| Shovel Knight                        | 11. Dezember 2015  | gehört zu Shovel Knight                                                    |
| Qbby                                 | 2. Februar 2017    | gehört zu BoxBoy!, nur in Japan veröffentlicht                             |
| Alm                                  | 19. Mai 2017       | gehören zu Fire Emblem Echoes: Shadows of Valentia                         |
| Celica                               | 19. Mai 2017       | gehören zu Fire Emblem Echoes: Shadows of Valentia                         |
| Pikmin                               | 27. Juli 2017      | gehört zu Hey! Pikmin                                                      |
| Metroid                              | 15. September 2017 | gehört zu Metroid: Samus Returns                                           |
| Samus                                | 15. September 2017 | gehört zu Metroid: Samus Returns                                           |
| Tiki                                 | 20. Oktober 2017   | gehören zu Fire Emblem Warriors                                            |
| Chrom                                | 20. Oktober 2017   | gehören zu Fire Emblem Warriors                                            |
| Meisterdetektiv Pikachu              | 23. März 2018      | Meisterdetektiv Pikachu                                                    |
| Rockman 11                           | 2. Oktober 2018    | Mega Man 11 Nur in den USA, Kanada, Japan veröffentlicht                   |
| Solaire of Astora                    | 19. Oktober 2018   | Dark Souls                                                                 |
| Goblin                               | 20. Dezember 2018  | Diablo 3                                                                   |
| Specter Knight                       | 10. Dezember 2019  | gehören zu Shovel Knight Auch im Dreierpack erhältlich                     |
| Plague Knight                        | 10. Dezember 2019  | gehören zu Shovel Knight Auch im Dreierpack erhältlich                     |
| King Knight                          | 10. Dezember 2019  | gehören zu Shovel Knight Auch im Dreierpack erhältlich                     |
| Shovel Knight Gold                   | 10. Dezember 2019  | gehört zu Shovel Knight (nur in Europa veröffentlicht)                     |
| Magnamalo                            | 26. März 2021      | Monster Hunter Rise                                                        |
| Palamute                             | 26. März 2021      | Monster Hunter Rise                                                        |
| Palico                               | 26. März 2021      | Monster Hunter Rise                                                        |
| Ausmerzflügel-Ratha                  | 9. Juli 2021       | Monster Hunter Stories 2: Wings of Ruin                                    |
| Ena                                  | 9. Juli 2021       | Monster Hunter Stories 2: Wings of Ruin                                    |
| Tsukino                              | 9. Juli 2021       | Monster Hunter Stories 2: Wings of Ruin                                    |
| Samus                                | 5. November 2021   | gehört zu Metroid Dread (im Doppelpack veröffentlicht)                     |
| E.M.M.I.                             | 5. November 2021   | gehört zu Metroid Dread (im Doppelpack veröffentlicht)                     |
| Palamute – C Malzeno                 | 30. Juni 2022      | Monster Hunter Rise                                                        |
| Malzeno                              | 30. Juni 2022      | Monster Hunter Rise                                                        |
| Palico – F Malzeno                   | 30. Juni 2022      | Monster Hunter Rise                                                        |
| Noah                                 | 19. Januar 2024    | gehört zu Xenoblade Chronicles 3 (im Doppelpack veröffentlicht)            |
| Mio                                  | 19. Januar 2024    | gehört zu Xenoblade Chronicles 3 (im Doppelpack veröffentlicht)            |
| Jamie                                | 5. Juni 2025       | Street Fighter 6                                                           |
| Kimberly                             | 5. Juni 2025       | Street Fighter 6                                                           |
| Luke                                 | 5. Juni 2025       | Street Fighter 6                                                           |

## Karten

### Animal Crossing amiibo cards
Zwischen Oktober 2015 und Juni 2016 veröffentlichte Nintendo für das Spiel Animal Crossing: Happy Home Designer insgesamt vier Serien mit jeweils einhundert Amiibo-Karten, auf denen je ein Bewohner der Animal-Crossing-Serie abgebildet ist.
Die Karten sind auch mit Animal Crossing: Amiibo Festival und nach einem Update mit Animal Crossing: New Leaf kompatibel.
| # | Titel                    | Veröffentlichung  |
| - | ------------------------ | ----------------- |
| 1 | Animal Crossing series 1 | 2. Oktober 2015   |
| 2 | Animal Crossing series 2 | 20. November 2015 |
| 3 | Animal Crossing series 3 | 18. März 2016     |
| 4 | Animal Crossing series 4 | 17. Juni 2016     |
| 5 | Animal Crossing series 5 | 5. November 2021  |

Im Folgenden sind alle in Europa veröffentlichten Amiibo-Karten zu Animal Crossing gelistet. Dabei sind sogenannte spezielle Amiibo-Karten farblich markiert.
| Serie 1 (Karten 1–50) | Serie 1 (Karten 1–50) |
| Nummer                | Charakter             |
| --------------------- | --------------------- |
| 001                   | Melinda               |
| 002                   | Tom Nook              |
| 003                   | DJ K.K.               |
| 004                   | Sina                  |
| 005                   | Käpten                |
| 006                   | Resettu               |
| 007                   | Sigrid                |
| 008                   | Nepp                  |
| 009                   | Moritz                |
| 010                   | Johannes              |
| 011                   | Trude                 |
| 012                   | Rainer                |
| 013                   | Aziza                 |
| 014                   | Serenada              |
| 015                   | Törtel                |
| 016                   | Fred                  |
| 017                   | Karlotta              |
| 018                   | Jens                  |
| 019                   | Fatima                |
| 020                   | Kurt                  |
| 021                   | Isolde                |
| 022                   | Tim                   |
| 023                   | Claudia               |
| 024                   | Wolfgang              |
| 025                   | Kokong                |
| 026                   | Ilona                 |
| 027                   | Eckart                |
| 028                   | Jeanette              |
| 029                   | Ede                   |
| 030                   | Michelle              |
| 031                   | Steffen               |
| 032                   | Birte                 |
| 033                   | Bill                  |
| 034                   | Kiki                  |
| 035                   | Anton                 |
| 036                   | Ali                   |
| 037                   | Kabuki                |
| 038                   | Patricia              |
| 039                   | Alex                  |
| 040                   | Violetta              |
| 041                   | Quentin               |
| 042                   | Marlies               |
| 043                   | Puck                  |
| 044                   | Uta                   |
| 045                   | Ottfried              |
| 046                   | Walli                 |
| 047                   | Tschiwi               |
| 048                   | Horst                 |
| 049                   | Henrike               |
| 050                   | Julian                |

| Serie 1 (Karten 51–100) | Serie 1 (Karten 51–100) |
| Nummer                  | Charakter               |
| ----------------------- | ----------------------- |
| 051                     | Olga                    |
| 052                     | Trita                   |
| 053                     | Rafael                  |
| 054                     | Olivia                  |
| 055                     | Philip                  |
| 056                     | Tamara                  |
| 057                     | Ingo                    |
| 058                     | Monique                 |
| 059                     | Nathan                  |
| 060                     | Samson                  |
| 061                     | Mandy                   |
| 062                     | Marius                  |
| 063                     | Marika                  |
| 064                     | Bertram                 |
| 065                     | Anna                    |
| 066                     | Gregor                  |
| 067                     | Emilie                  |
| 068                     | Tommi                   |
| 069                     | Susi                    |
| 070                     | Norbert                 |
| 071                     | Ute                     |
| 072                     | Lorenz                  |
| 073                     | Susanne                 |
| 074                     | Rolo                    |
| 075                     | Adelheid                |
| 076                     | Jörg                    |
| 077                     | Bella                   |
| 078                     | Jolly                   |
| 079                     | Luzie                   |
| 080                     | Sunny                   |
| 081                     | Edith                   |
| 082                     | Konrad                  |
| 083                     | Annalena                |
| 084                     | Wastl                   |
| 085                     | Brigitte                |
| 086                     | Sascha                  |
| 087                     | Mimmi                   |
| 088                     | Dietmar                 |
| 089                     | Vroni                   |
| 090                     | Axel                    |
| 091                     | Marion                  |
| 092                     | Freddy                  |
| 093                     | Berta                   |
| 094                     | Theo                    |
| 095                     | Paulina                 |
| 096                     | Karl                    |
| 097                     | Natascha                |
| 098                     | Roland                  |
| 099                     | Monika                  |
| 100                     | Fido                    |

| Serie 2 (Karten 101–150) | Serie 2 (Karten 101–150) |
| Nummer                   | Charakter                |
| ------------------------ | ------------------------ |
| 101                      | K.K. Slider              |
| 102                      | Rosina                   |
| 103                      | Schubert                 |
| 104                      | Samthea                  |
| 105                      | Harry                    |
| 106                      | Wuff                     |
| 107                      | Katja                    |
| 108                      | Schlepp                  |
| 109                      | Flip                     |
| 110                      | Lotte                    |
| 111                      | Samselt                  |
| 112                      | Don                      |
| 113                      | Melinda                  |
| 114                      | Blanka                   |
| 115                      | Carleon                  |
| 116                      | Bartholo                 |
| 117                      | Jakob                    |
| 118                      | Toni                     |
| 119                      | Minka                    |
| 120                      | Oskar                    |
| 121                      | Eleonore                 |
| 122                      | Lukas                    |
| 123                      | Selina                   |
| 124                      | Jürgen                   |
| 125                      | Judith                   |
| 126                      | Arnold                   |
| 127                      | Kerstin                  |
| 128                      | Timo                     |
| 129                      | Angela                   |
| 130                      | Prinz                    |
| 131                      | Daune                    |
| 132                      | Vladimir                 |
| 133                      | Zara                     |
| 134                      | Bocki                    |
| 135                      | Philippa                 |
| 136                      | Waldemar                 |
| 137                      | Rosi                     |
| 138                      | Steve                    |
| 139                      | Klara                    |
| 140                      | Quetzal                  |
| 141                      | Dorothea                 |
| 142                      | Picko                    |
| 143                      | Bianca                   |
| 144                      | Alfredo                  |
| 145                      | Hilda                    |
| 146                      | Reinhold                 |
| 147                      | Helmut                   |
| 148                      | Lupa                     |
| 149                      | Fritzi                   |
| 150                      | Koko                     |

| Serie 2 (Karten 151–200) | Serie 2 (Karten 151–200) |
| Nummer                   | Charakter                |
| ------------------------ | ------------------------ |
| 151                      | Ernst                    |
| 152                      | Wolli                    |
| 153                      | Markus                   |
| 154                      | Regina                   |
| 155                      | Hasso                    |
| 156                      | Gabi                     |
| 157                      | Mausbert                 |
| 158                      | Tippsi                   |
| 159                      | Walter                   |
| 160                      | Sandrine                 |
| 161                      | Torsten                  |
| 162                      | Marga                    |
| 163                      | Hermann                  |
| 164                      | Bettina                  |
| 165                      | Felix                    |
| 166                      | Karen                    |
| 167                      | Martin                   |
| 168                      | Zenobi                   |
| 169                      | Dieter                   |
| 170                      | Rubina                   |
| 171                      | Benedikt                 |
| 172                      | Nora                     |
| 173                      | Jimmy                    |
| 174                      | Schoki                   |
| 175                      | Jan                      |
| 176                      | Svenja                   |
| 177                      | Pippo                    |
| 178                      | Hugo                     |
| 179                      | Hauke                    |
| 180                      | Noisette                 |
| 181                      | Gustav                   |
| 182                      | Konny                    |
| 183                      | Tarno                    |
| 184                      | Eva                      |
| 185                      | Clemens                  |
| 186                      | Tabea                    |
| 187                      | Klaus                    |
| 188                      | Kleo                     |
| 189                      | Caspar                   |
| 190                      | Dolly                    |
| 191                      | Ronald                   |
| 192                      | Mathilda                 |
| 193                      | Kai                      |
| 194                      | Sandra                   |
| 195                      | Heinrich                 |
| 196                      | Freya                    |
| 197                      | Pit                      |
| 198                      | Karin                    |
| 199                      | Benni                    |
| 200                      | Katrin                   |

| Serie 3 (Karten 201–250) | Serie 3 (Karten 201–250) |
| Nummer                   | Charakter                |
| ------------------------ | ------------------------ |
| 201                      | Olli                     |
| 202                      | Eugen                    |
| 203                      | Tom Nook                 |
| 204                      | Pelly                    |
| 205                      | Peggy                    |
| 206                      | Peter                    |
| 207                      | Tina                     |
| 208                      | Gerd                     |
| 209                      | Winci                    |
| 210                      | Björn                    |
| 211                      | Bonnie                   |
| 212                      | Nepp                     |
| 213                      | Moritz                   |
| 214                      | Don                      |
| 215                      | Melinda                  |
| 216                      | Gernod                   |
| 217                      | Chris                    |
| 218                      | Liliane                  |
| 219                      | Armin                    |
| 220                      | Zita                     |
| 221                      | Bernd                    |
| 222                      | Tanya                    |
| 223                      | Krokki                   |
| 224                      | Paula                    |
| 225                      | Hannes                   |
| 226                      | Miezi                    |
| 227                      | Toro                     |
| 228                      | Christin                 |
| 229                      | Jacques                  |
| 230                      | Wilma                    |
| 231                      | Leonardo                 |
| 232                      | Caroline                 |
| 233                      | Carsten                  |
| 234                      | Marianne                 |
| 235                      | Schwarte                 |
| 236                      | Quacks                   |
| 237                      | Benjamin                 |
| 238                      | Frieda                   |
| 239                      | Ronny                    |
| 240                      | Dina                     |
| 241                      | Hans                     |
| 242                      | Anette                   |
| 243                      | Frederik                 |
| 244                      | Tanja                    |
| 245                      | Wuffi                    |
| 246                      | Frauke                   |
| 247                      | Warzi                    |
| 248                      | Nadine                   |
| 249                      | Berthold                 |
| 250                      | Gisela                   |

| Serie 3 (Karten 251–300) | Serie 3 (Karten 251–300) |
| Nummer                   | Charakter                |
| ------------------------ | ------------------------ |
| 251                      | Eduard                   |
| 252                      | Mischka                  |
| 253                      | Aki                      |
| 254                      | Gretel                   |
| 255                      | Weber                    |
| 256                      | Dörte                    |
| 257                      | Grischa                  |
| 258                      | Doris                    |
| 259                      | Stefan                   |
| 260                      | Bonni                    |
| 261                      | Thorsten                 |
| 262                      | Christa                  |
| 263                      | Gaston                   |
| 264                      | Huschke                  |
| 265                      | Oinka                    |
| 266                      | Kalle                    |
| 267                      | Lotta                    |
| 268                      | Rudi                     |
| 269                      | Jenny                    |
| 270                      | Robert                   |
| 271                      | Locke                    |
| 272                      | Sabine                   |
| 273                      | Tristan                  |
| 274                      | Flora                    |
| 275                      | Hamid                    |
| 276                      | Astrid                   |
| 277                      | Daniel                   |
| 278                      | Dora                     |
| 279                      | Keks                     |
| 280                      | Emma                     |
| 281                      | Pepe                     |
| 282                      | Konga                    |
| 283                      | Arthur                   |
| 284                      | Charlie                  |
| 285                      | Maria                    |
| 286                      | Cube                     |
| 287                      | Lilly                    |
| 288                      | Oink                     |
| 289                      | Max                      |
| 290                      | Ricarda                  |
| 291                      | Nestor                   |
| 292                      | Babsi                    |
| 293                      | Boris                    |
| 294                      | Mona                     |
| 295                      | Siggi                    |
| 296                      | Samira                   |
| 297                      | Apollo                   |
| 298                      | Erwin                    |
| 299                      | Manu                     |
| 300                      | Anne                     |

| Serie 4 (Karten 301–350) | Serie 4 (Karten 301–350) |
| Nummer                   | Charakter                |
| ------------------------ | ------------------------ |
| 301                      | Melinda                  |
| 302                      | Kofi                     |
| 303                      | Smeralda                 |
| 304                      | Helios                   |
| 305                      | Eufemia                  |
| 306                      | Schlepp                  |
| 307                      | Grazia                   |
| 308                      | Lore                     |
| 309                      | Resetti                  |
| 310                      | Nepp                     |
| 311                      | Karlotta                 |
| 312                      | Dr. Samselt              |
| 313                      | Pavo                     |
| 314                      | Gulliver                 |
| 315                      | Reiner                   |
| 316                      | Ohs                      |
| 317                      | Bienchen                 |
| 318                      | Berry                    |
| 319                      | Pia                      |
| 320                      | Leonhard                 |
| 321                      | Marina                   |
| 322                      | Richi                    |
| 323                      | Janine                   |
| 324                      | Günther                  |
| 325                      | Claire                   |
| 326                      | Bastian                  |
| 327                      | Penelope                 |
| 328                      | Kong                     |
| 329                      | Elfriede                 |
| 330                      | Carlo                    |
| 331                      | Pamela                   |
| 332                      | Thomas                   |
| 333                      | Feline                   |
| 334                      | Erik                     |
| 335                      | Doro                     |
| 336                      | Adrian                   |
| 337                      | Isabella                 |
| 338                      | Grimm                    |
| 339                      | Martina                  |
| 340                      | Matze                    |
| 341                      | Kornelia                 |
| 342                      | Strolch                  |
| 343                      | Annabell                 |
| 344                      | Heinz                    |
| 345                      | Jolanda                  |
| 346                      | Manfred                  |
| 347                      | Tatjana                  |
| 348                      | Olaf                     |
| 349                      | Larissa                  |
| 350                      | Emil                     |

| Serie 4 (Karten 351–400) | Serie 4 (Karten 351–400) |
| Nummer                   | Charakter                |
| ------------------------ | ------------------------ |
| 351                      | Nele                     |
| 352                      | Leon                     |
| 353                      | Steffi                   |
| 354                      | Sinan                    |
| 355                      | Mira                     |
| 356                      | Pietro                   |
| 357                      | Sonja                    |
| 358                      | Friedel                  |
| 359                      | Jessi                    |
| 360                      | Manni                    |
| 361                      | Franka                   |
| 362                      | Rudolf                   |
| 363                      | Lora                     |
| 364                      | Ottokar                  |
| 365                      | Quiekie                  |
| 366                      | Robbi                    |
| 367                      | Annerose                 |
| 368                      | Chang                    |
| 369                      | Sylvia                   |
| 370                      | Pierre                   |
| 371                      | Hanne                    |
| 372                      | Gustl                    |
| 373                      | Erika                    |
| 374                      | Frank                    |
| 375                      | Inga                     |
| 376                      | Ricky                    |
| 377                      | Silke                    |
| 378                      | Hubert                   |
| 379                      | Knuspi                   |
| 380                      | Kevin                    |
| 381                      | Gustavia                 |
| 382                      | Lupo                     |
| 383                      | Herbert                  |
| 384                      | Elisa                    |
| 385                      | Viktor                   |
| 386                      | Sophie                   |
| 387                      | Gisbert                  |
| 388                      | Sissi                    |
| 389                      | Oswald                   |
| 390                      | Nico                     |
| 391                      | Rosa                     |
| 392                      | Guido                    |
| 393                      | Fritz                    |
| 394                      | Gerald                   |
| 395                      | Hörnchen                 |
| 396                      | Simon                    |
| 397                      | Pingi                    |
| 398                      | Angus                    |
| 399                      | Twiggy                   |
| 400                      | Jule                     |

| Serie 5 (Karten 401-458) | Serie 5 (Karten 401-458) |
| Nummer                   | Charakter                |
| ------------------------ | ------------------------ |
| 401                      | Tom Nook                 |
| 402                      | Nepp und Schlepp         |
| 403                      | Melinda                  |
| 404                      | Bodo                     |
| 405                      | Udo                      |
| 406                      | Eugen                    |
| 407                      | Eufemia                  |
| 408                      | Tina                     |
| 409                      | Sina                     |
| 410                      | Minna                    |
| 411                      | K.K.                     |
| 412                      | Lomeus                   |
| 413                      | Carlson                  |
| 414                      | Jorna                    |
| 415                      | Schubert                 |
| 416                      | Aziza                    |
| 417                      | Harvey                   |
| 418                      | Gulliver                 |
| 419                      | Buhu                     |
| 420                      | Karlotta                 |
| 421                      | Bono                     |
| 422                      | Sigmar                   |
| 423                      | Tom Nook                 |
| 424                      | Melinda                  |
| 425                      | Morpheus                 |
| 426                      | Dagmar                   |
| 427                      | Dominik                  |
| 428                      | Katharina                |
| 429                      | Sid                      |
| 430                      | Misuzu                   |
| 431                      | Gunnar                   |
| 432                      | Andrea                   |
| 433                      | Gerrit                   |
| 434                      | Vega                     |
| 435                      | Tiansheng                |
| 436                      | Yoshino                  |
| 437                      | Marlo                    |
| 438                      | Pipette                  |
| 439                      | Tentatron                |
| 440                      | Kim                      |
| 441                      | Achim                    |
| 442                      | Zoe                      |
| 443                      | Helge                    |
| 444                      | Verona                   |
| 445                      | Jupp                     |
| 446                      | Jasmin                   |
| 447                      | Juri                     |
| 448                      | Finchen                  |

### Mario Sports Superstars
Für Mario Sports Superstars erschienen 90 Amiibo Karten (15 Charakter mal 6 Sportarten).
Die Karten haben außerhalb von Mario Sports Superstars nur eine sehr eingeschränkte Funktion.
Die Charakter werden außer in Mario Sports Superstars nicht erkannt, d. h. z. B. das ein Tennis Mario nicht als Mario in Spielen wie Yoshi's Woolly World erkannt wird, sondern als generisches Amiibo und in Spielen wie Mario Tennis: Ultra Smash überhaupt nicht verwendet werden kann.

### Street Fighter 6
Zum Release von Street Fighter 6 für die Nintendo Switch 2 erscheinen neben drei amiibo-Figuren auch Karten der Charaktere. Das Starter-Set beinhaltet 22 Karten.
| Nummer | Charakter |
| ------ | --------- |
| 001    | Luke      |
| 002    | Jamie     |
| 003    | Manon     |
| 004    | Kimberly  |
| 005    | Marisa    |
| 006    | Lily      |
| 007    | JP        |
| 008    | Juri      |
| 009    | Dee Jay   |
| 010    | Cammy     |
| 011    | Ryu       |
| 012    | E.Honda   |
| 013    | Blanka    |
| 014    | Guile     |
| 015    | Ken       |
| 016    | Chun-Li   |
| 017    | Zangief   |
| 018    | Dhalsim   |
| 019    | Rashid    |
| 020    | A.K.I.    |
| 021    | Ed        |
| 022    | Akuma     |

### Weitere Amiibo-Karten
Der ersten Auflage von Pokémon Tekken liegt eine Amiibo-Karte von Schatten-Mewtu bei.
| Titel          | Veröffentlichung | Besonderheit                                        |
| -------------- | ---------------- | --------------------------------------------------- |
| Schatten-Mewtu | 18. März 2016    | Nur als Bundle mit Pokkén Tournament veröffentlicht |

## Technik
Alle Amiibo-Figuren und -Karten basieren auf NXP NTAG215. NXP NTAG215 haben ab Herstellung eine 7-byte UID und 504 Byte nutzbaren Speicher. Nintendo aktiviert den Passwortschutz des NTAG215, programmiert ein Teil des Speichers und versieht diesen Speicherbereich mit einem Schreibschutz. Da Nintendo hier auf einen verbreiten Standard, nämlich NFC, setzt, ohne diesen zu verändern, sind Amiibo auch relativ leicht auf frei verkäuflichen NFC-Tags nachzubauen.
Zudem gibt es Geräte, so genannte Amiibo Emulatoren, auf denen mehrere hundert Amiibo programmiert werden können und die diese imitieren, ohne dass die Nintendo Konsole dies von originalen Amiibo unterscheidet.